# Bactrocera curta
Bactrocera curta är en tvåvingeart som först beskrevs av Drew 1972.  Bactrocera curta ingår i släktet Bactrocera och familjen borrflugor. Inga underarter finns listade.